# 5 Андромеды
5 Андромеды (лат. 5 Andromedae, HD 218470) — одиночная звезда в созвездии Андромеды на расстоянии приблизительно 113 световых лет (около 35 парсеков) от Солнца. Видимая звёздная величина звезды — +5,68m. Возраст звезды определён как около 2,28 млрд лет.

## Характеристики
5 Андромеды — жёлто-белая звезда спектрального класса F5V. Масса — около 1,386 солнечной, радиус — около 1,82 солнечного, светимость — около 5,62 солнечной. Эффективная температура — около 6605 K.